# 北海道道933号北進平取線
北海道道933号北進平取線（ほっかいどうどう933ごう ほくしんびらとりせん）は、北海道勇払郡安平町とむかわ町結ぶ一般道道（北海道道）である。

## 概要
- 路線名に「平取」が冠されているが、平取町内は認定されていない。
- 安平町と厚真町の間に未開通区間がある。

### 路線データ
- 起点：北海道勇払郡安平町早来北進（北海道道10号千歳鵡川線交点）
- 終点：北海道勇払郡むかわ町穂別（北海道道74号穂別鵡川線交点）
- 総延長：28.507 km[1]
- 実延長：15.595 km[1]
- 重用延長：12.912 km[1]

## 歴史
- 1977年（昭和52年）9月1日：路線認定[2]。
- 2015年（平成27年）6月26日：厚真町幌内 - むかわ町穂別間供用開始[3]。ただし北海道胆振東部地震災害復旧工事のため当面の間通行止め。
- 2024年（令和6年）7月10日：厚真町幌内 - むかわ町穂別間通行止め解除により、開通[4]

## 路線状況

### 重複区間
- 厚真町富里 - 厚真町幌内（北海道道235号上幌内早来停車場線）

### 未開通区間
- 安平町早来守田 - 厚真町富里

### 道路施設

#### 主なトンネル
- メルクンナイトンネル（592 m、厚真町幌内）
- オビラルカトンネル（499 m、厚真町幌内、むかわ町穂別）

## 地理

### 通過する自治体
- 胆振総合振興局
  - 勇払郡
    - 安平町
    - 厚真町
    - むかわ町

### 交差する道路
安平町
- 北海道道10号千歳鵡川線 - 早来北進（起点）

厚真町
- 北海道道235号上幌内早来停車場線 - 富里、幌内（重複）
- 北海道道1065号夕張厚真線 - 富里

むかわ町
- 北海道道74号穂別鵡川線 - 穂別（終点）

### 沿線にある施設など
厚真町
- 厚真ダム - 幌内

むかわ町
- 北海道穂別高等学校 - 穂別127-3
- むかわ町立穂別小学校 - 穂別114
- むかわ町立穂別中学校 - 穂別116